# Джексон, Гомер
Гомер Ли Джексон - Третий  (англ. Homer Lee Jackson III; 16 декабря 1959, Беркли, штат Калифорния - 18 июля 
2023, Портленд, штат Орегон) — американский серийный убийца, совершивший в период с 9 июля 1983 года по 15 июня 1993 года серию из как минимум 4 убийств девушек и женщин на территории города Портленд, (штат Орегон).  Вина Гомера Джексона как и степень его вменяемости подвергалась сомнению и многими оспаривалась. Джексон получил известность в 2022 году благодаря уникальному соглашению о признании вины, в результате которого оказался на свободе.

## Биография
О ранних годах жизни Гомера Ли Джексона известно мало. Известно, что Джексон родился в 1959 году на территории города Беркли (штат Калифорния). В начале 1970-х его семья переехала в город Портленд (штат Орегон), где Гомер провел все последующие годы жизни. Уже в раннем детстве у Джексона были выявлены проблемы со здоровьем. У него были диагностированы врожденная сердечная недостаточность. Помимо этого он демонстрировал симптомы психического расстройства, вследствие чего в начале 1970-х у него развилась антероградная амнезия. Он потерял общую способность к обучаемости, благодаря чему бросил школу после окончания 10-го класса. В этот период он начал много свободного времени проводить в обществе представителей маргинального слоя общества, ведущих криминальный образ жизни, после чего стал совершать кражи. В 1978-м и 1983-м годах Гомер Джексон подвергался арестам за совершение краж со взломом, но каждый раз отделывался незначительными сроками лишения свободы. В начале 1980-х Гомер стал проводить много свободного времени в обществе проституток и сутенеров. В этот период по его собственному признанию он увлекался алкогольными напитками и наркотическими средствами. В середине 1980-х во время одной из драк он получил тяжелое огнестрельное ранение, в результате чего ему удалили легкое. После ранения и получения инвалидности Джексон избавился от наркотической зависимости, дважды женился и покончил с криминальным образом жизни. На протяжении нескольких последующих лет он вынужден был заниматься низкоквалифицированным трудом и перебивался случайными заработками, после чего несколько лет работал в благотворительной организации, помогающей едой и одеждой бездомным и нуждающимся людям, которая была основана его бабушкой. В начале 2000-х Джексон развелся со своей второй женой и поселился в одной из квартир, расположенных в северной части Портленда. В этот период Джексон стал демонстрировать черты интровертности, благодаря чему характеризовался соседями и знакомыми крайне положительно. В середине 2000-х психическое состояние Джексона резко ухудшилось. В 2006 году он дважды привлекался арестам по обвинению в вождении в нетрезвом виде и по обвинению в неосторожном вождении. В конце 2006 года Джексон выстрелил из винтовки на улицу через дверь  балкона своей квартиры, после чего вызвал полицию. Офицерам полиции он заявил, что на балконе находился злоумышленник, который по его словам намеревался ограбить его квартиру, но представители полиции в ходе осмотра квартиры Джексона не нашли следов присутствия посторонних людей в его квартире. В 2007 году Гомер Джексон в течение нескольких дней совершил несколько десятков звонков в полицию,  во время которых он заявлял о том, что в его квартиру пытаются проникнуть грабители, на основании чего он вынужден будет открыть стрельбу из пистолета. После приезда полиции, Джексон отказался впускать в квартиру представителей правоохранительных органов и угрожал им побоями палкой. После проникновения офицеров полиции в его квартиру, Гомер Джексон оказал им сопротивление, которое было подавлено лишь после того как представители правоохранительных органов стали угрожать ему убийством из огнестрельного оружия. После ареста Джексон был направлен на судебно-психиатрическую экспертизу, которая  постановила, что он не может предстать перед судом по состоянию здоровья, на основании чего  Гомеру Джексону было назначено принудительное лечение в одной из психиатрических клиник Портленда. После прохождения курса лечения, Джексон был освобожден, но ему по результатам экспертизы в 2011 году был поставлен диагноз шизофрения. В период с 2011 года по 2015 год Гомер Джексон нигде не работал, проживал вместе с родственниками и жил на ежемесячное социальное пособие по инвалидности в размере 759 долларов. В этот период он испытывал проблемы с бессоницей, принимал лекарства от депрессии, страдал от приступов гипертонии и имел трудности с ходьбой.

## Арест
Гомер Джексон был арестован 15 октября 2015 года на основании  судебно-медицинских доказательств его причастности к совершении серии убийств. Ему было предъявлено обвинение по четырем пунктам обвинения в убийстве при отягчающих обстоятельствах. Джексон обвинялся в убийстве 23-летней Эсси Джексон, тело которой было найдено на западной окраине парка Оверлук в северной части Портленда 23 марта 1983 года; 19-летней Тони Харри, чье тело было обнаружено 9 июля 1983 года на территории Портленда в Уэст-Дельта-парке; 14-летней Анджелы Андерсон, чье тело было обнаружено в комнате пустующего дома 22 сентября 1983 года и 29-летней Латанги Уоттс,  тело которой было обнаружено в траве возле пешеходного моста 18 марта 1987 года на территории Портленда. Все убитые по словам следствия являлись проститутками. Каждая из жертв умерла от удушья, подверглась сексуальному насилию и была найдена с задранной до груди фрагментами верхней одежды.
Его допрашивали  примерно с 10:00 до 18:00 15 октября 2015 года и примерно с 8:30 до 10:30 16 октября. В ходе первого восьмичасового допроса Гомер Джексон дал противоречивые показания. Во время допрос была сделана видеозапись и аудиозапись показаний Джексона. Гомер заявил о непризнании вины, но предположил вероятность совершения убийств, так как по его собственному признанию в те годы он увлекался наркотическими веществами, страдал наркотической зависимостью, следствием чего стала антероградная амнезия, благодаря чему он не помнил большую часть инцидентов, в которых принимал участие будучи в состоянии аффекта. Однако в дальнейшем, будучи под давлением следствия, Джексон изменил свои первоначальные показания. Он вынуждено признал, что в начале 1980-х до своей первой женитьбы регулярно пользовался услугами проституток в Портленде и рассказал полиции о большинстве инцидентов, связанных с совершением правонарушений, после чего он подвергался арестам. Гомер Джексон не смог опознать личности убитых и продолжал настаивать на своей непричастности к совершению убийств, а обнаружение образцов его семенной жидкости на трупах убитых он объяснил половыми сношениями, так как убитые являлись проститутками..
В ходе допроса полиция не добившись признательных показаний от Гомера  вышла за рамки своих стандартных действий и начала подвергать его моральному давлению. Так представители правоохранительных органов пытались убедить Джексона в том, что его заболевания являются  результатом совершения убийств. Два детектива выразили уверенность в том, что Гомер совершил преступления и его психическое состояние стабилизируется после признания своей причастности к совершению преступлений. Детективы охарактеризовали вещественные доказательства против Джексона как явные, подчеркнув точность анализа ДНК-экспертизы. Узнав о степени его приверженности к религиозным идеям, детективы склоняли его к даче признательных показаний в качестве религиозного искупления грехов. В течение первых трех часов допроса Джексон отрицал свою причастность, но после обещания ряда привилегий и юридической консультации Гомер Джексон не выдержал морального давления и стал давать признательные показания. Он опознал одну из жертв - Анджелу Андерсон и поведал некоторые детали о её убийстве, но в дальнейшем стал давать показания, подвергающиеся сомнению в их достоверности.
Джексон заявил следователям, что до сих пор испытывает особые чувства к девушке, но он не смог вспомнить обстоятельства совершения убийства и заявил, что нанес девушке удар ножом в область груди, что не соответствовало действительности. В течение дня 15 октября подсудимый утверждал, что не помнит деталей других убийств, хотя и признал, что был знаком с местностью, где были обнаружены остальные тела. Детективы описали различные сценарии того, как, по их мнению, могли произойти преступления, но Джексон выразил серьезные сомнения в предположениях детективов. На следующий день, в ходе нового допроса, продолжая испытывать давление следствия, Джексон  признался в совершении убийства Эсси Джексон, после того как ему показали фотографии, сделанные на месте преступления, однако он не опознал убитую и не смог вспомнить детали убийства.
После ареста Джексон содержался в окружной тюрьме «Multnomah County Inverness Jail». В апреле 2016 года окружная прокуратура округа Малтнома завершило его уголовное дело, после чего оно было отправлено в суд, однако ознакомившись с ним, его адвокаты подали ходатайство  о прекращении уголовного дела и потребовали в случае отказа рассматривать каждое убийство как отдельный эпизод на основании того, что по их мнению доказательства причастности Джексона были косвенными и подвергались сомнению. Так под ногтями Эсси Джексон были обнаружены частицы эпителия. В ходе ДНК-экспертизы было установлено, что генотипический профиль ДНК, выделенный из частиц эпителия не совпадает с генотипическим профилем Гомера Джексона. На джинсах Эсси Джексон было обнаружено пятно крови. По результатам ДНК-экспертизы было установлено, что эта не кровь Джексона. Единственным свидетельством причастности Джексона к совершению убийства Эсси Джексон являлись его признательные показания, которые подвергались сомнению из-за его проблем с его памятью.
Тело 19-летней Тони Харри было обнаружено частично погруженным в пруд лицом вниз. На ее теле было обнаружено несколько рваных ран, свежие следы от введения внутривенных инъекций на руке, несколько синяков на лице и характерные следы удушения на шее. Возле места обнаружения трупа полицией были найдены бумажные полотенца со следами спермы, а на одежде жертвы несколько волос, которые по версии следствия принадлежали ее убийце. В ходе судебно-медицинской экспертизы было установлено, что следы биологических жидкостей не принадлежат Гомеру Джексону. На месте происшествия был обнаружен мужской брючной ремень, разорванный на три части, на котором были обнаружены следы эпителия. ДНК-экспертиза частиц эпителия показала неубедительные результаты, но высокую вероятность того, что частицы эпителия принадлежали Гомеру Джексону. Также рядом с телом жертвы было найдено несколько окурков со следами слюны, из которой была выделена ДНК. Однако в ходе ДНК-экспертизы генотипический профиль неизвестного не совпал с генотипическим профилем Гомера.
На запястьях жертвы Анджелы Андерсон были обнаружены колото-резаные раны, а вокруг шеи был обмотана веревка, которой она была задушена. В ходе расследования на одной из двери комнаты был обнаружен отпечаток пальца Джексона и сигаретные окурки со следами слюны. В ходе ДНК-экспертизы было установлено, что окурки были оставлены Гомером Джексоном, однако на орудии убийства отсутствовали отпечатки его пальцев, но были обнаружены частицы эпителия, которые по версии следствия мог оставить убийца Анджелы Андерсон. По результатам ДНК-экспертизы было установлено, что частицы эпителия не принадлежат Гомеру Джексону.
Под ногтями жертвы Латанги Уоттс также были обнаружены частицы крови и эпителия, которые по версии следствия мог оставить ее убийца. 1 декабря 2014 года результаты ДНК-экспертизы показали что в соскобах с ногтя левой руки Уоттса была обнаружена смесь ДНК-профилей двух человек, один из которых соответствовал ДНК-профилю Гомера Джексона. Однако его адвокат в своем ходатайстве отметил, что в ходе расследования на шарфе, которым была задушена жертва были обнаружены частицы эпителия. По результатам ДНК-экспертизы было установлено, что частицы эпителия принадлежат пяти разным мужчинам, однако Гомер Джексон был исключен из их числа. Под ногтями правой руки Уоттса были также обнаружены частицы крови и эпителия. Результаты ДНК-экспертизы показали что в соскобах  обнаружены смесь ДНК-профилей трех человек, но не один из них не соответствовал ДНК-профилю Джексона, а отпечатки пальцев, найденные на брезенте, в которое было завернуто тело Уоттс, также не принадлежали Гомеру Джексону.
Изучив ходатайство адвокатов Гомера Джексона, в октябре 2017 года суд постановил что признания Джексона недействительны, так как полиция Портленда использовала ненадлежащую тактику принуждения во время восьмичасового допроса Джексона. Судья Майкл А. Гринлик заявил, что побуждения и угрозы со стороны следствия создали риск получения недостоверных показаний и вероятность судебной ошибки, что вызвало протест со стороны представителей окружной прокуратуры, которые заявили что Джексон во время дачи признательных показаний не подвергался угрозам. Впоследствии прокуратура округа Малтнома подали апелляцию в Верховый суд штата Орегон, однако в ноябре 2018 года Верховный суд штата Орегон оставил в силе решение суда  округа Малтнома. Суд учел  диагностированную у Джексона шизофрению, серьезные проблемы с памятью, и то, что он предоставил неверные сведения о некоторых из убийств, после чего заявил что полицейские детективы, участвовавшие в допросах, узнав о высокой степени внушаемости Джексона в связи с рядом его заболеваний, могли так или иначе убедить Джексона рассказать то, что они хотели услышать, независимо от достоверности его слов. Благодаря этому обстоятельству начало судебного процесса над Гомером Джексоном было отложено на весну 2019 года.
В мае 2019 года начало судебного процесса вновь было отложено на неопределенный срок после того как прокуратура сняла одно из обвинений с Гомера Джексона, но предъявила ему другое. С Джексона были сняты все обвинения в совершения убийства при отягчающих обстоятельствах 23-летней Эсси Джексон, вместо этого прокуратура обвинила Гомера Ли Джексона в совершении убийства 29-летней Лавоны Джанелл Триплет, тело которой было найдено в одном из северных районов Портленда  15 июня 1993 года. Девушка была избита и погибла от удушения. В последний раз ее видели живой, идущей по улице  около 1:30 ночи в день обнаружения ее тела. По данным полиции, Триплет как и другие жертвы Джексона зарабатывала на жизнь проституцией. В связи с появлением новых обвинений, очередная дата начала судебного процесса была объявлена на январь 2020 года.
В начале 2020 года адвокаты Джексона подали ходатайство о проведении четырех судебных процессов, на которых каждый эпизод рассматривался бы по отдельности. Ходатайство было удовлетворено, что вызвало протест со стороны представителей прокуратуры. В своем постановлении судья отметил, что несмотря на некоторое сходство в деле совершения убийств, невозможно сделать вывод о том, что все убийства являются делом рук одного человека, также он преуменьшил значение доказательств ДНК-экспертиз. Суд отметил как недостаточность доказательств нахождения Джексона на местах совершения преступлений, так и недостаточность доказательств причастности его к совершению убийств. Судья Майкл Гринлик принял решение после проведения многочисленных слушаний и изучения более 1400 страниц материалов уголовного дела. Свое решение он аргументировал множеством различий в инкриминируемых Джексону эпизодах. Он отметил , что одна из жертв была подростком, в то время как остальные были взрослыми. Триплет получила травмы, которые, по всей видимости, были результатом сексуальных пыток, Андерсон не подвергалась избиению, а Тоня Харри получила травму головы, но не лица. У Уоттс были травмы головы, лица и тела. Во время каждого убийства убийца в качестве орудия убийств использовал различные средства. Два трупа были найдены недалеко от одного и того же места, но их убийства произошли с разницей в шесть лет. Тела всех жертв были обнаружены  в разных местах Портленда. Также судья постановил о недопущении того, чтобы доказательства одного дела были допущены при рассмотрении других эпизодов. В этот период адвокаты Гомера подали ходатайство о изменении ему меры пресечения и помещения его под домашний арест в доме его матери на северо-востоке Портленда из-за риска заражения коронавирусной инфекцией в связи с его физическими недугами, так как незадолго до этого Джексон был вывезен из окружной тюрьмы на территорию одной из больниц Портленда, где провел несколько дней в реанимации с высокой температурой. Впоследствии у него была диагностирована пневмония, вызванная гриппом, однако ходатайство об изменении ему меры пресечения было отклонено.
Решение Майкла Гринлика вызвало протест окружной прокуратуры, которая подала апелляцию на решение Гринлика в Верховный суд штата Орегон, по причине чего дата начала судебных процессов Джексона была в очередной раз перенесена на неопределенный срок. В ноябре 2021 года Верховный суд Штата Орегон отклонил апелляцию, после чего дата суда была назначена на март 2022 года.

## Суд
Судебный процесс над Гомером Джексоном открылся в январе 2022 года. Так как существовала высокая вероятность того, что Джексон будет оправдан в ходе судебного процесса в совершении некоторых из убийств, но признан виновным по одному из четырех обвинений в совершении убийства, прокуратура округа Малтнома предложила ему заключить соглашение о признании вины, которое он принял. В рамках условий соглашения о признании вины, Гомер Ли Джексон признал себя виновным в совершении убийств Тони Харри, Анджелы Андерсон, Латанги Уоттс и Лавоны Триплетт, после чего суд 31 января 2022 года приговорил его к уголовному наказанию в виде 6 лет и 3 месяцев лишения свободы, но освободил его в зале суда. При вынесении приговора суд учел наличие у него психического заболевания, наличие других проблем со здоровьем, малую достоверность его признательных показаний, а также срок давности совершения преступлений. Гомер Джексон вышел на свободу поскольку  на момент вынесения приговора  полностью отбыл назначенное судом наказание, так как с момента ареста, с октября 2015 года провел под стражей в ожидании суда 6 лет и 3 месяца. Родственники жертв Гомера Ли Джексона выразили несогласие с его приговором , посчитав что он заслуживает более сурового уголовного наказания.

## Смерть
После освобождения Джексон вернулся в Портленд, где проживал в квартире своей сестры. Он продолжал испытывать проблемы со здоровьем и был госпитализирован в больницу весной 2023 года, где у него была диагностирована сердечно-легочная недостаточность и резкая потеря веса. Летом того же года Джексон был выписан из больницы домой, где умер 18 июля 2023 года.